# Pulaski (Iowa)
Pulaski és una població dels Estats Units a l'estat d'Iowa. Segons el cens del 2000 tenia 249 habitants.

## Demografia
Segons el cens del 2000, Pulaski tenia 249 habitants, 103 habitatges, i 70 famílies. La densitat de població era de 259,8 habitants/km².
Dels 103 habitatges en un 31,1% hi vivien nens de menys de 18 anys, en un 59,2% hi vivien parelles casades, en un 3,9% dones solteres, i en un 32% no eren unitats familiars. En el 30,1% dels habitatges hi vivien persones soles el 24,3% de les quals corresponia a persones de 65 anys o més que vivien soles. El nombre mitjà de persones vivint en cada habitatge era de 2,42 i el nombre mitjà de persones que vivien en cada família era de 2,99.
Per edats la població es repartia de la següent manera: un 27,7% tenia menys de 18 anys, un 4% entre 18 i 24, un 24,5% entre 25 i 44, un 25,3% de 45 a 60 i un 18,5% 65 anys o més.
L'edat mediana era de 40 anys. Per cada 100 dones de 18 o més anys hi havia 80 homes.
La renda mediana per habitatge era de 30.694 $ i la renda mediana per família de 38.750 $. Els homes tenien una renda mediana de 24.318 $ mentre que les dones 23.750 $. La renda per capita de la població era de 14.334 $. Entorn del 6,6% de les famílies i el 10,8% de la població estaven per davall del llindar de pobresa.

## Poblacions més properes
El següent diagrama mostra les poblacions més properes.